# Балтимор клавси
Балтимор клавси (енгл. Baltimore Claws) је бивши амерички кошаркашки клуб из Балтимора, Мериленд. Балтимор клавси су биле амерички кошаркашки тим који је требало да се појави у сезони 1975/76. у АБА лиги. Тим је банкротирао пре почетка сезоне, одигравши само три егзибиционе утакмице, све поразе, у својој краткој историји.

## Позадина
Тим који је на крају постао Балтимор клавси се раније такмичио у АБА као Њу Орлеанс буканирси од 1967. до 1970. године, као Мемфуис прос од 1970. до 1972., као Мемфис тамс од 1972. до 1974. и као Мемфис саундси у сезони 1974/75. Мемфис франшиза се годинама мучила и у својој последњој сезони ослањала се на саму лигу да поднесе неке од својих рачуна. Саундси су почели птредсезону 1974/75. праћеном са неколико пораза. Интересовање навијача је спласнуло, али се тим окупио и завршио на четвртом месту у источној дивизији АБА. У плеј-офу су изгубили у полуфиналу Источне дивизије од коначног шампиона лиге Кентаки колонелса, 4 утакмице према 1. Од избора на драфту Саундса те сезоне, двојица (Лони Шелтон и Тери Фурло) су остала на колеџу, а трећи (Рик Келеј) потписао је за НБА Њу Орлеанс џез. На крају сезоне 1974/75, комесар лиге Тедд Мунчак је поставио три ултиматума Саундсима ако желе да остану у Мемфису: продати 4.000 сезонских карата, поставити нове инвеститоре и добити бољи закуп Мидсаут колосеума. Када ниједан од услова није био испуњен, лига је преузела контролу над франшизом и ставила је на тржиште.

## Пресељење у Мериленд
Пре сезоне 1975/76, конзорцијум од седам бизнисмена из Мериленда на челу са Дејвидом Коаном купио је проблематични Саундс за милион долара и преселио га у Балтимор. У августу 1975, нови комесар АБА Дејв Дебушер изненада је доделио франшизу другој групи у Мемфису због очигледних финансијских проблема у вези са власницима Балтимора. Група из Мемфиса одустала је већ следећег дана, а франшиза се вратила у Балтимор након што је група предвођена Кохеном уплатила 250.000 долара.
Тим је првобитно назван Балтиморе хастлерси, али лига и притисак јавности натерали су их да га преименују у Клавсе.

## Утакмице
Балтимор клавси су одиграли само три утакмице у својој историји, све предсезонске егзибиције. Прва утакмица је била одиграна 9. октобра 1975. у Солсберију у Мериленду против Вирџинија сквајерса. Сквајерси су победили 131 : 121, а пријављено је да је присуствовало 1.150 гледалаца.
Два дана касније, Клавси су изгубиле од НБА Филаделфија 76ерса резултатом 103 : 82 у Чери Хилу, Њу Џерси,  пред 1.213 гледалаца у у средњешколској сали „Ист хај скул”.
Дана 16. октобра 1975. Клавси су поново играли са Сквајерсима, овог пута у „Кнот арени”, колеџа у Емитсберг (Мериленд) Вирџинија је поново победила, овог пута са 100 : 88, пред око 500 гледалаца.

## Распуштање играча
Играчи Клавса су стављени на дисперзиони драфт. Дејв Робиш и Пол Руфнер су на крају отишли у Спиритс оф Ст. Луис, Стју Џонсон је послат у Сан Дијего сејлсе (који су такође одустали, само неколико недеља касније). Клод Тери је послат у Денвер нагетсе. Чак Вилијамс је послат у Вирџинија сквајерсе. Скот Инглиш је послат у Индијана пејсерсе. Џо Хамилтон је послат у Јута старсе. Џорџ Картер је такође завршио у Старсима упркос томе што није изабран на дисперзијском драфту, Јута је постала трећа жртва АБА-е у сезони, обуставивши операције почетком децембра. Најпознатији играч Клавса, Мел Данијелс, био је разочаран судбином Клавса и повукао се радије него да игра за други тим. У књизи Терија Плутона о АБА, "Луз болс", Данијелс се присетио да је играчима Клавса било дозвољено да узму опрему и намештај из канцеларије тима, уместо плаћања.